# Новомаклаково
Новомаклаково — упразднённый рабочий посёлок в Енисейском районе Красноярского края. На момент упразднения входил в состав Енисейского горсовета. В 1975 году путем объединения с рабочим посёлком Маклаково преобразован в город Лесосибирск. Ныне представляет собой юго-восточную часть города, т. н. район Южная часть.

## География
Расположен между левым берегом Енисея и болотом Абалаковским. В бывшем посёлке расположена железнодорожная станция Лесосибирск-II.

## История
Возник в 1940-е годы как один из центров лесопереработки. В 1966 году посёлок Новомаклаково отнесет к категории рабочих посёлков. По сведениям из БСЭ в рабочем посёлке располагались лесоперевалочная база, деревообрабатывающий комбинат, мачтопропиточный завод (производил деревянные опоры для линий электропередач), канифольно-экстракционный завод.
В 1975 году указом ПВС РСФСР рабочие посёлки Маклаково и Новомаклаково преобразованы в город Лесосибирск.

## Население
По итогам Всесоюзной переписи 1970 года в рабочем посёлке проживало 7798 человек, в том числе 4074 мужчин и
3724 женщины.